# AFC Champions League 2013
Die AFC Champions League 2013 war die 32. Auflage des höchsten Kontinentalwettbewerbs in Asien, der zum elften Mal unter seinem jetzigen Namen ausgetragen wird. Gewinner des Wettbewerbs war Guangzhou Evergrande aus China, die sich dadurch für die FIFA-Klub-Weltmeisterschaft 2013 qualifizierten.

## Qualifikation

### Teilnahmeberechtigte Länder
Die AFC legte die teilnahmeberechtigten Verbandsmitgliedern im November 2012 fest.
Folgende Kriterien wurden im Juli 2012 vorgeschlagen:
- Jeder Verband muss mindestens 600 von 1000 möglichen Punkten erreichen, um Mannschaften an die AFC Champions League zu entsenden.
- Die Plätze für die Gruppenphase und die Playoffs werden nach folgender Rangierung vergeben:
  - Die beiden bestplatzierten Verbände erhalten vier Startplätze in der Gruppenphase.
  - Die drittplatzierten Verbände erhalten drei Startplätze in der Gruppenphase und einen Playoff-Platz.
  - Die viertplatzierten Verbände erhalten zwei Startplätze in der Gruppenphase und einen Playoff-Platz.
  - Die fünftplatzierten Verbände erhalten einen Startplatz in der Gruppenphase und einen Playoff-Platz.
  - Die sechst-, siebt- und achtplatzierten Verbände erhalten einen Playoff-Platz.

Am 29. November 2012 wurden die Startplätze für die AFC Championsleague 2013 festgelegt. Die 35 Startplätze (29 Gruppenphase und 6 Playoff-Plätze) wurden auf Grund der oben genannten Kriterien vergeben, jedoch wurde teilweise leicht davon abgewichen.
| Startplätze für die AFC Championsleague 2013 | Startplätze für die AFC Championsleague 2013           |
| -------------------------------------------- | ------------------------------------------------------ |
|                                              | Kriterien erfüllt (> 600 Punkte)                       |
|                                              | Kriterien nicht erfüllt, trotzdem Startplätze erhalten |
|                                              | Kriterien nicht erfüllt, keine Startplätze erhalten    |

| Rang   | Verbands- mitglied           | Punkte | Startplätze  | Startplätze | Startplätze |
| Rang   | Verbands- mitglied           | Punkte | Gruppenphase | Playoff     | AFC Cup     |
| ------ | ---------------------------- | ------ | ------------ | ----------- | ----------- |
| 1      | Saudi-Arabien                | 0860.5 | 4            | 0           | 0           |
| 2      | Katar                        | 0838.2 | 4            | 0           | 0           |
| 3      | Iran                         | 0813.5 | 3            | 1           | 0           |
| 4      | Vereinigte Arabische Emirate | 0750.2 | 2            | 2           | 0           |
| 5      | Usbekistan                   | 0680.8 | †2†          | 1           | 0           |
| 6      | Indien                       | −106.4 | 0            | 0           | 2           |
| 7      | Jordanien                    | −128.7 | 0            | 0           | 2           |
| Gesamt | Gesamt                       | Gesamt | †14†         | 4           | —           |

| Rang   | Verbands- mitglied  | Punkte | Startplätze  | Startplätze | Startplätze |
| Rang   | Verbands- mitglied  | Punkte | Gruppenphase | Playoff     | AFC Cup     |
| ------ | ------------------- | ------ | ------------ | ----------- | ----------- |
| 1      | Japan               | 0946.8 | 4            | 0           | 0           |
| 2      | Südkorea            | 0886.6 | 4            | 0           | 0           |
| 3      | Volksrepublik China | 0796.7 | 4            | 0           | 0           |
| 4      | Australien          | 0567.0 | 1            | 1           | 0           |
| 5      | Thailand            | 0177.2 | 1            | 1           | 0           |
| 6      | Singapur            | −135.1 | 0            | 0           | 2           |
| 7      | Vietnam             | −815.7 | 0            | 0           | 2           |
| Gesamt | Gesamt              | Gesamt | †15†         | 2           | —           |

Bemerkungen
- † Eine usbekische Mannschaft, welche für die Gruppenphase qualifiziert ist, wird in der Ostasien-Gruppe spielen.

## Qualifizierte Mannschaften
Folgende Mannschaften haben sich qualifiziert.
| Mannschaft                                             | Qualifiziert über                                      |
| direkt qualifiziert für die Gruppenphase (Gruppen A–D) | direkt qualifiziert für die Gruppenphase (Gruppen A–D) |
| ------------------------------------------------------ | ------------------------------------------------------ |
| al-Shabab                                              | Meister Saudi Professional League 2011/12              |
| al-Ahli                                                | Zweiter Saudi Professional League 2011/12              |
| al-Hilal                                               | Dritter Saudi Professional League 2011/12              |
| al-Ettifaq                                             | Vierter Saudi Professional League 2011/12              |
| Lekhwiya                                               | Meister Qatar Stars League 2011/12                     |
| al-Gharafa                                             | Gewinner Emir of Qatar Cup 2012                        |
| al-Jaish                                               | Zweiter Qatar Stars League 2011/12                     |
| al-Rayyan                                              | Dritter Qatar Stars League 2011/12                     |
| Sepahan Isfahan                                        | Meister Iranian Pro League 2011/2012                   |
| Esteghlal Teheran                                      | Gewinner Hazfi Cup 2012                                |
| Tractor Sazi Täbris                                    | Zweiter Iranian Pro League 2011/2012                   |
| al-Ain                                                 | Meister UAE Arabian Gulf League 2011/12                |
| al-Jazira                                              | Gewinner President’s Cup 2012                          |
| Paxtakor Taschkent                                     | Meister Usbekische Liga 2012                           |
| Teilnehmer Qualifikationsrunde                         |                                                        |
| Saba Qom                                               | Vierter Iranian Pro League 2011/2012                   |
| al-Nasr                                                | Zweiter UAE Arabian Gulf League 2011/12                |
| al-Shabab                                              | Dritter UAE Arabian Gulf League 2011/12                |
| Lokomotiv Taschkent                                    | Dritter Usbekische Liga 2012                           |

| Mannschaft                                             | Qualifiziert über                                      |
| direkt qualifiziert für die Gruppenphase (Gruppen E–H) | direkt qualifiziert für die Gruppenphase (Gruppen E–H) |
| ------------------------------------------------------ | ------------------------------------------------------ |
| Sanfrecce Hiroshima                                    | Meister J. League 2012                                 |
| Kashiwa Reysol                                         | Gewinner Emperor’s Cup 2012                            |
| Vegalta Sendai                                         | Zweiter J. League 2012                                 |
| Urawa Red Diamonds                                     | Dritter J. League 2012                                 |
| FC Seoul                                               | Meister K League Classic 2012                          |
| Pohang Steelers                                        | Gewinner Korean FA Cup 2012                            |
| Jeonbuk Hyundai Motors                                 | Zweiter K League Classic 2012                          |
| Suwon Samsung Bluewings                                | Vierter K League Classic 2012                          |
| Guangzhou Evergrande                                   | Meister Chinese Super League 2012                      |
| Jiangsu Sainty                                         | Zweiter Chinese Super League 2012                      |
| Beijing Guoan                                          | Dritter Chinese Super League 2012                      |
| Guizhou Renhe                                          | Vierter Chinese Super League 2012                      |
| Bunyodkor Taschkent†\|                                 | Gewinner Usbekischer Fußballpokal 2012                 |
| Central Coast Mariners                                 | Erster A-League 2011/12 nach der Vorrunde              |
| Muangthong United                                      | Meister Thai Premier League 2012                       |
| Teilnehmer Qualifikationsrunde                         |                                                        |
| Brisbane Roar                                          | Gewinner Grand Final A-League 2011/12                  |
| Buriram United                                         | Gewinner Thai FA Cup 2012                              |

Bemerkungen
- Bei Teams, welche sich über mehrere Wettbewerbe qualifiziert haben, wird nur der jeweils höhere Titel angegeben.

## Modus

### Gruppenphase
In der Gruppenphase spielten 32 Mannschaften in acht Gruppen mit jeweils vier Teams im Ligamodus (Hin- und Rückspiel). Dabei wurden die Mannschaften nach geographischen Gesichtspunkten aufgeteilt. In den Gruppen A bis D spielten die Teams aus West- und Zentralasien, in den Gruppen E bis H traten die Mannschaften aus Ost- und Südostasien an. Die beiden Gruppenersten qualifizierten sich für die Finalrunde der letzten 16. Das Turnier wurde mit der Drei-Punkte-Regel ausgetragen.

### Finalrunde
Das Viertelfinale wurde ausgelost, wobei das direkte Aufeinandertreffen zweier Mannschaften aus dem gleichen Land vermieden wurde. Die Mannschaften spielten im K.-o.-System mit Hin- und Rückspiel den Turniersieger aus, wobei die Auswärtstorregel galt. Stand auch im Rückspiel nach regulärer Spielzeit und Verlängerung kein Sieger fest, wurde dieser im Elfmeterschießen ermittelt.
Der Turniersieger qualifizierte sich für die FIFA-Klub-Weltmeisterschaft 2013 in Marokko.

### Änderungen gegenüber dem Vorjahr
- Die Verlierer der Playoffs wechselten nicht mehr automatisch in den AFC Cup.
- Die Achtelfinals wurden neu auch mit Hin- und Rückspiel ausgetragen[3].
- Das Endspiel wird mit Hin- und Rückspiel ausgetragen[6]. Die Änderungen am Endspiel werden in Zukunft nochmals geprüft.

## Spielplan
- Qualifikationsspiele: 9. Februar
- Gruppenphase: 26./27. Februar, 12./13. März, 2./3. April, 9./10. April, 23./24. April, 30. April/1. Mai
- Achtelfinale: 14./15. Mai, 21./22. Mai
- Viertelfinale: 21. August und 18. September
- Halbfinale: 24. September und 2. Oktober
- Finale: 25. oder 26. Oktober und 8. oder 9. November

## Qualifikationsrunde
Die Qualifikationsrunden wurden am 6. Dezember 2012 ausgelost und am 9. Februar 2013 durchgeführt. Jede Begegnung wurde in einem Spiel mit allfälliger Verlängerung und Elfmeterschießen ausgetragen. Die Sieger qualifizierten sich für die Gruppenphase, die Verlierer schieden aus.
|                | Ergebnis               |                     |
| Westasien      | Westasien              | Westasien           |
| -------------- | ---------------------- | ------------------- |
| Saba Qom       | 1:1 n. V. (3:5 i. E.)  | al Shabab           |
| al-Nasr        | 3:2                    | Lokomotiv Taschkent |
| Ostasien       |                        |                     |
| Buriram United | 0:0 n. V. (3:0 i. E.)1 | Brisbane Roar       |

Bemerkungen
- 1: Brisbane Roar hatte eigentlich Heimvorteil. Durch eine Terminverschiebung haben sich beide Mannschaften auf den Wechsel des Heimrechts geeinigt[9]

## Gruppenphase
Die Gruppenphase wurde ebenfalls am 6. Dezember 2012 ausgelost. Die 32 Mannschaften wurden in acht Gruppen mit je vier Teilnehmern gelost. Teams aus demselben Land konnten nicht in dieselbe Gruppe gelost werden. Jeder spielt gegen jeden ein Hin- und ein Rückspiel. Die beiden besten Mannschaften jeder Gruppe erreichten das Achtelfinale.
Die Tabellen werden nach folgenden Regeln erstellt:
1. Anzahl Punkte (Sieg 3 Punkte, unentschieden ein Punkt, Niederlage 0 Punkte)
2. Punkte aus Direktbegegnungen
3. Anzahl erzielte Treffer in Direktbegegnung
4. Tordifferenz in allen Begegnungen der Gruppe
5. Anzahl erzielte Treffer in allen Begegnungen der Gruppe
6. Elfmeterschießen der betreffenden Teams (nur im Anschluss an die Direktbegegnung am Ende der Gruppenphase)
7. niedriger Fairplay-Wert (ein Punkt für jede gelbe Karte, 3 Punkte für jede rote Karte, 3 Punkte für jede rot-gelbe Karte, 4 Punkte für jede gelbe Karte in deren Anschluss direkt eine rote Karte gezeigt wird)
8. Los-Entscheid

### Gruppe A
| Pl. | Verein              | Sp. | S | U | N | Tore    | Diff. | Punkte |
| --- | ------------------- | --- | - | - | - | ------- | ----- | ------ |
| 1.  | al-Shabab           | 6   | 4 | 1 | 1 | 007:500 | +2    | 13     |
| 2.  | al-Jaish            | 6   | 3 | 2 | 1 | 014:900 | +5    | 11     |
| 3.  | al-Jazira           | 6   | 1 | 2 | 3 | 007:100 | −3    | 05     |
| 4.  | Tractor Sazi Täbris | 6   | 1 | 1 | 4 | 008:120 | −4    | 04     |

|                     | al-Jazira | al-Shabab |     | Tractor Sazi Täbris |
| ------------------- | --------- | --------- | --- | ------------------- |
| al-Jazira           |           | 1:1       | 1:1 | 2:0                 |
| al-Shabab           | 2:1       |           | 2:0 | 1:0                 |
| al-Jaish            | 3:1       | 3:0       |     | 3:3                 |
| Tractor Sazi Täbris | 3:1       | 0:1       | 2:4 |                     |

### Gruppe B
| Pl. | Verein             | Sp. | S | U | N | Tore    | Diff. | Punkte |
| --- | ------------------ | --- | - | - | - | ------- | ----- | ------ |
| 1.  | Lekhwiya           | 6   | 3 | 2 | 1 | 010:700 | +3    | 11     |
| 2.  | al-Shabab          | 6   | 3 | 0 | 3 | 009:900 | ±0    | 09     |
| 3.  | al-Ettifaq         | 6   | 2 | 1 | 3 | 006:500 | +1    | 07     |
| 4.  | Paxtakor Taschkent | 6   | 2 | 1 | 3 | 006:900 | −3    | 07     |

|            | al-Ettifaq | al Shabab |     | Paxtakor Taschkent |
| ---------- | ---------- | --------- | --- | ------------------ |
| al-Ettifaq |            | 4:1       | 0:0 | 2:0                |
| al-Shabab  | 1:0        |           | 3:1 | 0:1                |
| Lekhwiya   | 2:0        | 2:0       |     | 3:1                |
| Paxtakor   | 1:0        | 2:2       | 1:2 |                    |

### Gruppe C
| Pl. | Verein          | Sp. | S | U | N | Tore    | Diff. | Punkte |
| --- | --------------- | --- | - | - | - | ------- | ----- | ------ |
| 1.  | al-Ahli         | 6   | 4 | 2 | 0 | 016:800 | +8    | 14     |
| 2.  | al-Gharafa      | 6   | 3 | 1 | 2 | 013:110 | +2    | 10     |
| 3.  | Sepahan Isfahan | 6   | 3 | 0 | 3 | 012:130 | −1    | 09     |
| 4.  | al-Nasr         | 6   | 0 | 1 | 5 | 007:160 | −9    | 01     |

|                 |     | al-Gharafa |     | Sepahan Isfahan |
| --------------- | --- | ---------- | --- | --------------- |
| al-Ahli         |     | 2:0        |     | 4:1             |
| al-Gharafa      | 2:2 |            | 3:1 | 3:1             |
| al-Nasr         | 1:2 | 2:4        |     | 1:2             |
| Sepahan Isfahan | 2:4 | 3:1        | 3:0 |                 |

### Gruppe D
| Pl. | Verein            | Sp. | S | U | N | Tore    | Diff. | Punkte |
| --- | ----------------- | --- | - | - | - | ------- | ----- | ------ |
| 1.  | Esteghlal Teheran | 6   | 4 | 1 | 1 | 011:500 | +6    | 13     |
| 2.  | al-Hilal          | 6   | 4 | 0 | 2 | 010:600 | +4    | 12     |
| 3.  | al-Ain            | 6   | 2 | 0 | 4 | 006:900 | −3    | 06     |
| 4.  | al-Rayyan         | 6   | 1 | 1 | 4 | 007:140 | −7    | 04     |

|                   |     | al-Hilal | al-Rayyan |     |
| ----------------- | --- | -------- | --------- | --- |
| al-Ain            |     | 3:1      | 2:1       | 0:1 |
| al-Hilal          | 2:0 |          | 3:1       | 1:2 |
| al-Rayyan         | 2:1 | 0:2      |           | 3:3 |
| Esteghlal Teheran | 2:0 | 0:1      | 3:0       |     |

### Gruppe E
| Pl. | Verein         | Sp. | S | U | N | Tore    | Diff. | Punkte |
| --- | -------------- | --- | - | - | - | ------- | ----- | ------ |
| 1.  | FC Seoul       | 6   | 3 | 2 | 1 | 011:500 | +6    | 11     |
| 2.  | Buriram United | 6   | 1 | 4 | 1 | 006:600 | ±0    | 07     |
| 3.  | Jiangsu Sainty | 6   | 2 | 1 | 3 | 005:100 | −5    | 07     |
| 4.  | Vegalta Sendai | 6   | 1 | 3 | 2 | 005:600 | −1    | 06     |

|                |     | FC Seoul | Jiangsu Sainty |     |
| -------------- | --- | -------- | -------------- | --- |
| Buriram United |     | 0:0      | 2:0            | 1:1 |
| FC Seoul       | 2:2 |          | 5:1            | 2:1 |
| Jiangsu Sainty | 2:0 | 0:2      |                | 0:0 |
| Vegalta Sendai | 1:1 | 1:0      | 1:2            |     |

### Gruppe F
| Pl. | Verein                 | Sp. | S | U | N | Tore    | Diff. | Punkte |
| --- | ---------------------- | --- | - | - | - | ------- | ----- | ------ |
| 1.  | Guangzhou Evergrande   | 6   | 3 | 2 | 1 | 014:500 | +9    | 11     |
| 2.  | Jeonbuk Hyundai Motors | 6   | 2 | 4 | 0 | 010:600 | +4    | 10     |
| 3.  | Urawa Red Diamonds     | 6   | 3 | 1 | 2 | 011:110 | ±0    | 10     |
| 4.  | Muangthong United      | 6   | 0 | 1 | 5 | 004:170 | −13   | 01     |

|                   |     | Jeonbuk Hyundai Motors |     |     |
| ----------------- | --- | ---------------------- | --- | --- |
| Guangzhou         |     | 0:0                    | 4:0 | 3:0 |
| Jeonbuk           | 1:1 |                        | 2:0 | 2:2 |
| Muangthong United | 1:4 | 2:2                    |     | 0:1 |
| Urawa             | 3:2 | 1:3                    | 4:1 |     |

### Gruppe G
| Pl. | Verein              | Sp. | S | U | N | Tore    | Diff. | Punkte |
| --- | ------------------- | --- | - | - | - | ------- | ----- | ------ |
| 1.  | Bunyodkor Taschkent | 6   | 2 | 4 | 0 | 006:300 | +3    | 10     |
| 2.  | Beijing Guoan       | 6   | 2 | 3 | 1 | 004:200 | +2    | 09     |
| 3.  | Pohang Steelers     | 6   | 1 | 4 | 1 | 005:600 | −1    | 07     |
| 4.  | Sanfrecce Hiroshima | 6   | 0 | 3 | 3 | 002:600 | −4    | 03     |

|                 | Beijing Guoan |     | Pohang Steelers | Sanfrecce Hiroshima |
| --------------- | ------------- | --- | --------------- | ------------------- |
| Beijing Guoan   |               | 0:1 | 2:0             | 2:1                 |
| Bunyodkor       | 0:0           |     | 2:2             | 0:0                 |
| Pohang Steelers | 3:1           | 1:1 |                 | 1:1                 |
| Sanfrecce       | 0:0           | 0:2 | 0:1             |                     |

### Gruppe H
| Pl. | Verein                 | Sp. | S | U | N | Tore    | Diff. | Punkte |
| --- | ---------------------- | --- | - | - | - | ------- | ----- | ------ |
| 1.  | Kashiwa Reysol         | 6   | 4 | 2 | 0 | 014:400 | +10   | 14     |
| 2.  | Central Coast Mariners | 6   | 2 | 1 | 3 | 005:900 | −4    | 07     |
| 3.  | Guizhou Renhe F.C.     | 6   | 1 | 3 | 2 | 006:700 | −1    | 06     |
| 4.  | Suwon Bluewings        | 6   | 0 | 4 | 2 | 004:900 | −5    | 04     |

|                    | Central Coast Mariners | Guizhou Renhe F.C. | Kashiwa Reysol | Suwon Samsung Bluewings |
| ------------------ | ---------------------- | ------------------ | -------------- | ----------------------- |
| Central Coast      |                        | 2:1                | 0:3            | 0:0                     |
| Guizhou Renhe F.C. | 2:1                    |                    | 0:1            | 2:2                     |
| Kashiwa Reysol     | 3:1                    | 1:1                |                | 0:0                     |
| Suwon Bluewings    | 0:1                    | 0:0                | 2:6            |                         |

## Finalrunde

### Achtelfinale
Die Hinspiele fanden am 14. und 15. Mai statt, die Rückspiele am 21. und 22. Mai. In der Runde der letzten 16 spielten die Gruppensieger gegen Zweitplatzierte jeweils einer anderen Gruppe derselben Zone. Die Gruppensieger hatten beim Rückspiel Heimvorteil.
|                        | Gesamt |                      | Hinspiel | Rückspiel |
| ---------------------- | ------ | -------------------- | -------- | --------- |
| al-Gharafa             | 1:5    | al-Shabab            | 1:2      | 0:3       |
| al-Jaish               | 1:3    | al-Ahli              | 1:1      | 0:2       |
| al-Hilal               | 2:3    | Lekhwiya             | 0:1      | 2:2       |
| al-Shabab              | 2:4    | Esteghlal Teheran    | 2:4      | 0:0       |
| Beijing Guoan          | 1:3    | FC Seoul             | 0:0      | 1:3       |
| Buriram United         | 2:1    | Bunyodkor Taschkent  | 2:1      | 0:0       |
| Central Coast Mariners | 1:5    | Guangzhou Evergrande | 1:2      | 0:3       |
| Jeonbuk Hyundai Motors | 2:5    | Kashiwa Reysol       | 0:2      | 2:3       |

### Viertelfinale
Die Hinspiele fanden am 21. August, die Rückspiele am 18. September statt.
|                      | Gesamt    |                | Hinspiel | Rückspiel |
| -------------------- | --------- | -------------- | -------- | --------- |
| al-Ahli              | 1:2       | FC Seoul       | 1:1      | 0:1       |
| Esteghlal Teheran    | 3:1       | Buriram United | 1:0      | 2:1       |
| Kashiwa Reysol       | (a)3:3(a) | al-Shabab      | 1:1      | 2:2       |
| Guangzhou Evergrande | 6:1       | Lekhwiya       | 2:0      | 4:1       |

### Halbfinale
Die Hinspiele fanden am 25. September, die Rückspiele am 2. Oktober statt.
|                | Gesamt |                      | Hinspiel | Rückspiel |
| -------------- | ------ | -------------------- | -------- | --------- |
| FC Seoul       | 4:2    | Esteghlal Teheran    | 2:0      | 2:2       |
| Kashiwa Reysol | 1:8    | Guangzhou Evergrande | 1:4      | 0:4       |

### Finale

#### Hinspiel
| FC Seoul                                            | FC Seoul | Guangzhou Evergrande | Guangzhou Evergrande |
| --------------------------------------------------- | --- | --- | -------------------- |
| FC Seoul                                            | \| 26. Oktober 2013 in Seoul (Seoul-World-Cup-Stadion) \| \| Ergebnis: 2:2 (1:1) \| \| Zuschauer: 55.501 \| \| Schiedsrichter: Ravshan Ermatov ( Usbekistan) \|                                           | \| 26. Oktober 2013 in Seoul (Seoul-World-Cup-Stadion) \| \| Ergebnis: 2:2 (1:1) \| \| Zuschauer: 55.501 \| \| Schiedsrichter: Ravshan Ermatov ( Usbekistan) \|                                               | Guangzhou Evergrande |
| FC Seoul                                            | Kim Yong-dae – Choi Hyo-jin, Kim Ju-young, Kim Jin-kyu, Adilson – Ko Yo-han (77. Yun Il-lok), Ha Dae-sung , Koh Myong-jin – Sergio Escudero, Dejan Damjanović, Mauricio Molina Cheftrainer: Choi Yong-soo | Zeng Cheng – Zhang Linpeng, Feng Xiaoting, Kim Young-gwon, Sun Xiang (87. Zhao Xuri) – Zheng Zhi , Darío Conca, Huang Bowen – Elkeson, Muriqui, Gao Lin (75. Rong Hao) Cheftrainer: Marcello Lippi ( Italien) | Guangzhou Evergrande |
| FC Seoul                                            | 1:0 Sergio Escudero (12.) 2:2 Dejan Damjanović (83.) | 1:1 Elkeson (30.) 1:2 Gao Lin (59.) | Guangzhou Evergrande |
| FC Seoul                                            | Sergio Escudero (70.) | Feng Xiaoting (39.) | Guangzhou Evergrande |
| 26. Oktober 2013 in Seoul (Seoul-World-Cup-Stadion) | | |                      |
| Ergebnis: 2:2 (1:1)                                 | | |                      |
| Zuschauer: 55.501                                   | | |                      |
| Schiedsrichter: Ravshan Ermatov ( Usbekistan)       | | |                      |

#### Rückspiel
| Guangzhou Evergrande                           | Guangzhou Evergrande | FC Seoul | FC Seoul |
| ---------------------------------------------- | --- | --- | -------- |
| Guangzhou Evergrande                           | \| 9. November 2013 in Guangzhou (Tianhe-Stadion) \| \| Ergebnis: 1:1 (0:0) \| \| Zuschauer: 55.847 \| \| Schiedsrichter: Nawaf Shukralla ( Bahrain) \|                                                         | \| 9. November 2013 in Guangzhou (Tianhe-Stadion) \| \| Ergebnis: 1:1 (0:0) \| \| Zuschauer: 55.847 \| \| Schiedsrichter: Nawaf Shukralla ( Bahrain) \|                                                                   | FC Seoul |
| Guangzhou Evergrande                           | Zeng Cheng – Feng Xiaoting, Sun Xiang, Kim Young-gwon, Zhang Linpeng – Huang Bowen, Darío Conca, Zheng Zhi , Elkeson – Zhao Xuri (67. Gao Lin) – Muriqui (90. Qin Sheng) Cheftrainer: Marcello Lippi ( Italien) | Kim Yong-dae – Cha Du-ri, Kim Jin-kyu, Adilson, Kim Ju-young – Koh Myong-jin, Ko Yo-han (46. Yun Il-lok), Ha Dae-sung (85. Choi Hyun-tae), Mauricio Molina – Sergio Escudero, Dejan Damjanović Cheftrainer: Choi Yong-soo | FC Seoul |
| Guangzhou Evergrande                           | 1:0 Elkeson (58.) | 1:1 Dejan Damjanović (62.) | FC Seoul |
| Guangzhou Evergrande                           | Zhang Linpeng (34.), Zeng Cheng (90.+1') | Ha Dae-sung (45.+1'), Kim Jin-kyu (64.) | FC Seoul |
| 9. November 2013 in Guangzhou (Tianhe-Stadion) | | |          |
| Ergebnis: 1:1 (0:0)                            | | |          |
| Zuschauer: 55.847                              | | |          |
| Schiedsrichter: Nawaf Shukralla ( Bahrain)     | | |          |

## Beste Torschützen
| Rang | Spieler          | Klub                 | Tore |
| ---- | ---------------- | -------------------- | ---- |
| 1    | Muriqui          | Guangzhou Evergrande | 13   |
| 2    | Darío Conca      | Guangzhou Evergrande | 8    |
| 3    | Wagner Ribeiro   | al-Jaish             | 7    |
|      | Dejan Damjanović | FC Seoul             | 7    |
| 5    | Elkeson          | Guangzhou Evergrande | 6    |
|      | Masato Kudō      | Kashiwa Reysol       | 6    |